# 布魯克林大橋
布魯克林大橋（英語：Brooklyn Bridge），原稱為紐約與布魯克林大橋（英語：New York and Brooklyn Bridge）或东河大桥（英語：East River Bridge），是一座位於美國紐約州紐約市的混合型斜拉/懸索橋，該橋樑跨越東河，連接曼哈頓和布魯克林兩個行政區。該橋於1883年5月24日啟用，是東河上的第一座固定橋。同時也是當時全球最長的懸索橋，主跨長度為1595.5英尺（486.3公尺），橋面高於平均高水位127英尺（38.7公尺）。
在19世紀初期，曾有提出建造一座連接曼哈頓和布魯克林的橋的建議，最終這一提議促成由約翰·奧古斯塔斯·羅布林設計的布魯克林大橋。該橋的首席工程師由羅布林的兒子華盛頓·羅布林擔任，他的妻子艾米莉·沃倫·羅布林也提供了協助。橋樑的建設工程始於1870年，由控制著坦慕尼协会的紐約橋樑公司負責監督。然而，由於許多爭議和設計的創新性，該項目的興建共耗時長達13年。並在啟用以來經歷了多次改建，曾用於運載馬車和高架鐵路，1950年，為了應對不斷紐約市增加的交通流量，東河上還建造了其他橋樑和隧道。由於橋體逐漸劣化，大橋後在1950年代、1980年代和2010年代進行了數次翻新。橋樑的名字「布鲁克林」則源于1867年1月25日写给《布鲁克林鹰报》的一封信中提及，並於1915年正式取名。
當代，布魯克林大橋是連接曼哈頓島和長島的四座免費通行車輛橋樑中最南端的一座，其北邊則設有曼哈頓大橋、威廉斯堡橋和昆斯博羅橋。大橋現在允許乘客車輛、行人和自行車通行。而自啟用以來，布魯克林大橋一直是該城市最主要的旅遊景點及天際線，並成為紐約市的象徵。多年來，該橋曾被用於舉辦各種特技表演和活動，並發生了幾起犯罪和襲擊事件。也被指定為国家历史地标、紐約市地標和国际土木工程历史古迹等榮譽。

## 歷史

### 设计与建造

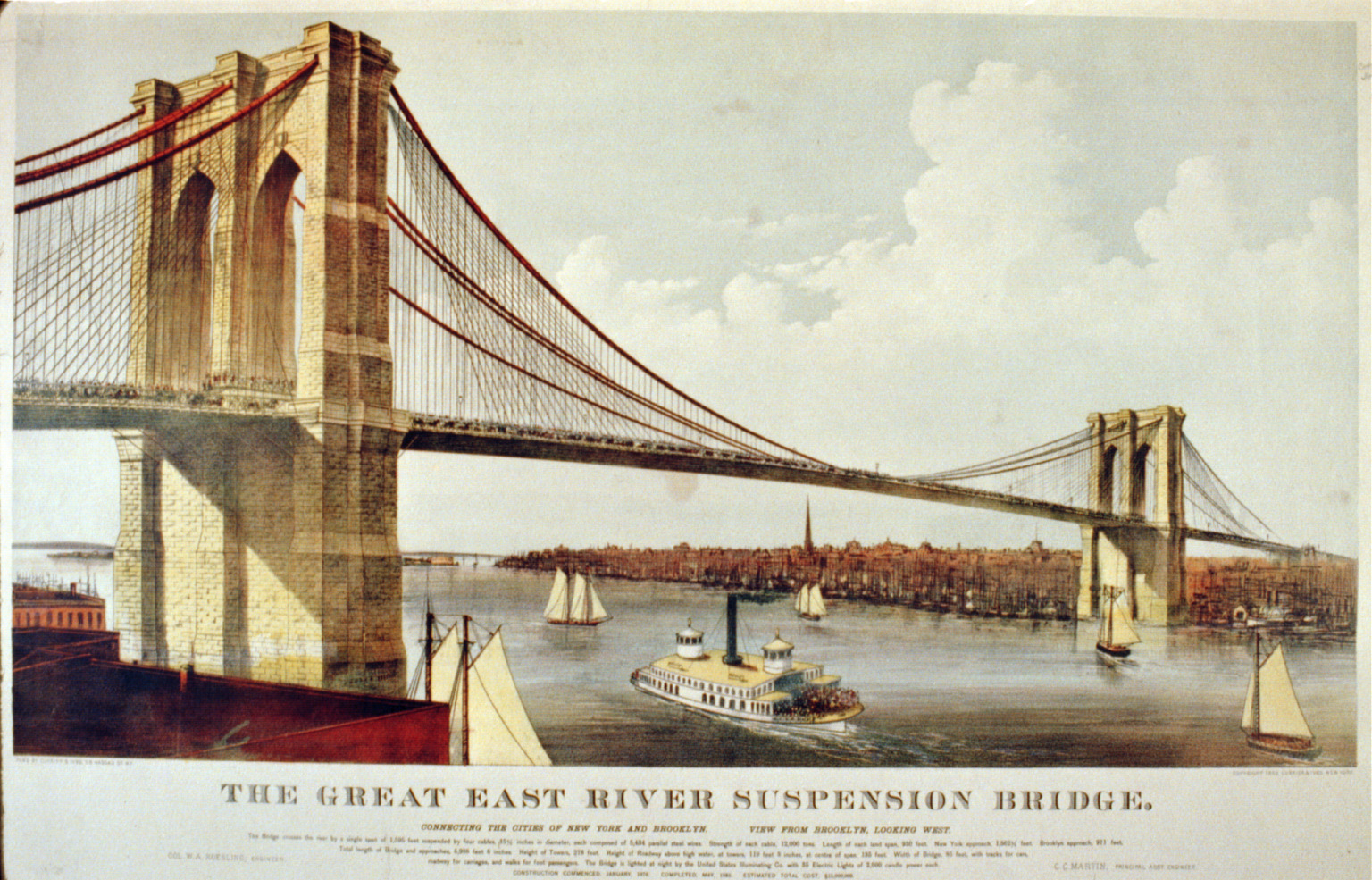
1877年的布魯克林大橋畫像

布魯克林大橋是由一位德國出生的美國土木工程師約翰·奧古斯塔斯·羅布林所設計的，他擁有多年建造懸索橋的經驗，而布魯克林大橋也將會是他的傑作之一。
不幸的是，在1869年7月6日，當羅布林前往布魯克林塔的地點勘察時，一艘渡輪撞上了碼頭，使羅布林脚部受傷，不得不截掉部分脚趾。然而羅布林拒絕接受醫生的治療，结果患上破傷風，並在同年7月22日逝世，大橋由他的兒子華盛頓·羅布林負責，擔任首席工程師一職。由於老羅布林的逝世引起很大迴響，投資者紛紛退出，並質疑沒有經驗的小羅布林是否有能力勝任造橋一事，但他們都最终被小羅布林說服。
桥塔开始建造时，先在东河里放入两只巨大的沉箱，然后在沉箱上建造桥塔，直至沉箱沉入河底。接着向沉箱中注入压缩空气，以便让工人进入沉箱清理河底沉積物，直至沉箱完全沉入基岩。整座桥的重量就压在深入沉積物的沉箱上面。
布魯克林大橋於1870年1月3日正式破土动工。然而之后很多工人患上了减压症。当时并不清楚这种疾病，最开始工程内部的医师安德鲁·史密斯称之为「沉箱病」：工人在充有壓縮空氣的沉箱中工作，覺得很辛苦，嚴重的會造成癱瘓，甚至死亡。动工后不久，小罗布林也患上减压症而瘫痪。因为身体状况不佳，所以小罗布林不能再亲自监督大桥的建造工作。
因此，小罗布林决定在他的公寓里指导整个建设工程，并重新设计沉箱等器械。在这个过程中，他得到了妻子艾米丽·沃伦·罗布林的帮助，她以书面的形式在丈夫和施工队之间建立起沟通的桥梁。在丈夫的引导下，她学习了高等数学、学会了计算悬链线，了解了不同材料的强度，大桥的设计规格，以及绳索施工的细节。接下来的11年中，她都在协助小罗布林完成大桥建设的监督工作。
要建造大橋，首先要把兩座桥塔的基岩沉入河床。小羅布林計劃用每個長160英尺、寬100英尺的密封式沉箱，桥塔的重量會將沉箱埋到泥土與石塊當中，再在沉箱的內部打入壓縮空氣令水不能進入，而上面的花崗岩的重量會使得沉箱往入深入泥裡，再灌入水泥製成實心的基岩。很快地，小羅布林又遇到一個大問題，工人們遇上了一塊大石頭，可能需要動用炸藥，如果爆炸時出現少許錯誤，可能會破壞沉箱，事情進行得很順利，沉箱沒有損壞。在灌入水泥之前，地面上的工人犯了一個無心的大錯，讓沉箱裡的壓縮空氣湧上地面，幸好沒有人傷亡，隨後也完成了基岩，準備豎立第一座桥塔，而另一邊的工人亦開始沉箱作業。由於近紐約的基岩深度達160英尺，但在未到達160英尺之前，已經有工人死亡，再加上深度越深，工人可工作的時數越少，於是小羅布林決定不再深入160英尺。如果他錯了，桥塔可能會歪斜甚至倒塌，而他將要負起責任。在曼哈顿那一边的桥塔施工现场，沉箱下的铁探头发现基岩的位置比预想的还要深，考虑到减压症的风险，小罗布林当即暂停了建设工作。随后，他确认了基岩上覆盖的9米（30英尺）底土足够坚固，可以支撑塔底，才恢复工程建设。
虽然严格来说布魯克林大橋是悬索桥，但也融合了斜拉桥的设计。桥塔材质为石灰岩、花崗岩和罗森代尔水泥。石灰岩开采自紐約州艾塞克斯縣克拉克采石场。根据与Bodwell花岗岩公司的合同，花岗岩是在缅因州的韋納爾黑文（Vinalhaven）岛上开采加工的，然后由大篷车送至纽约州。
兩座桥塔建成之後，主鋼索要從一邊拉到另一邊，然後把巨大的鋼索一股一股地纏繞穿越東河。在穿越過程當中，其中一股斷了，原因是用了劣質鋼索，最後，鋼索的承包工作回到小羅布林公司手上。

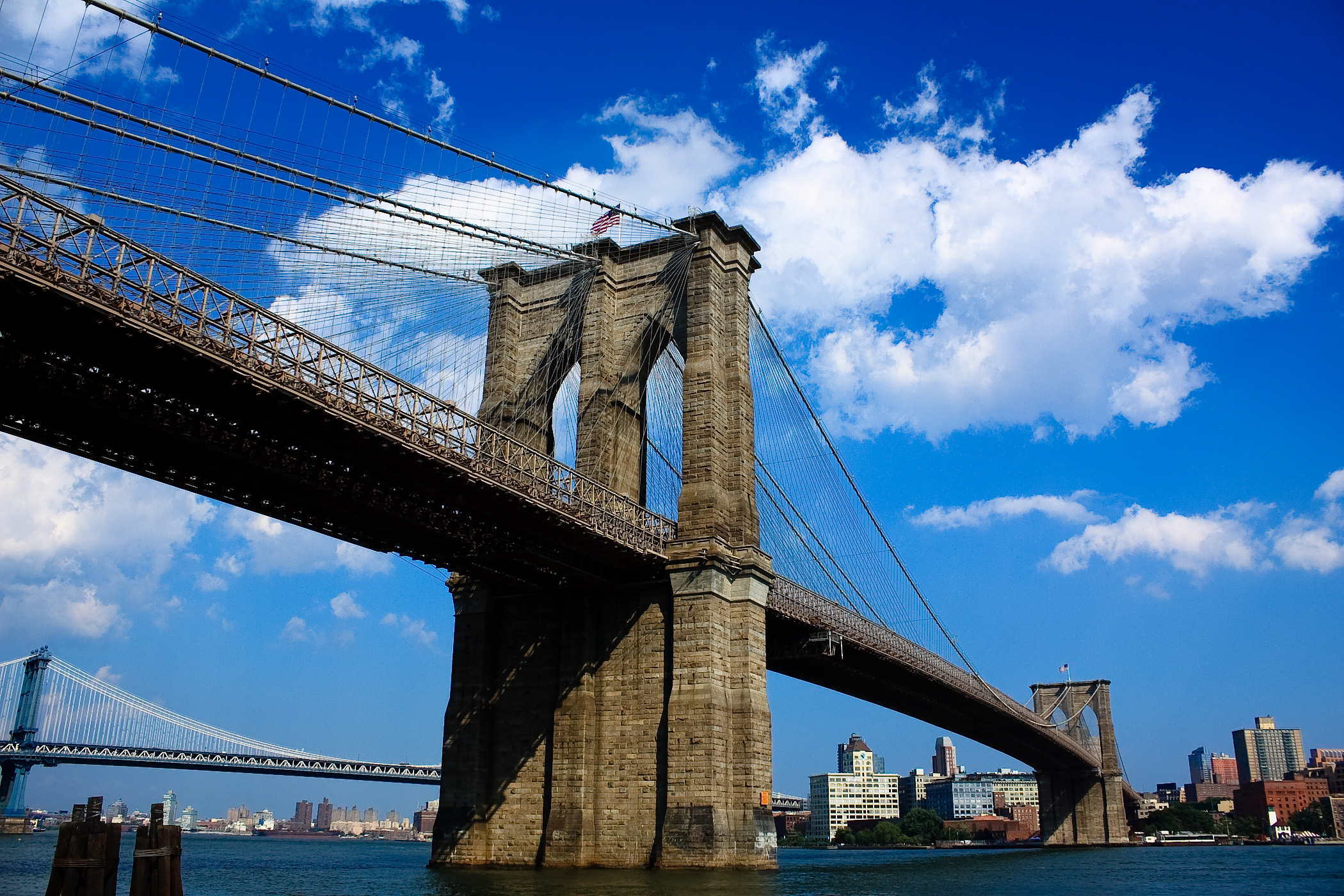
从曼哈顿岛看布鲁克林大桥的塔楼

大桥的最大跨度为1,595英尺6英寸（486.3米），建设共花费1550万美元（此为按1883年的美元计算，如按今日美元计算约NaN美元），共有27人在建造过程中丧生。
1972年的书籍《伟大的桥》（The Great Bridge，David McCullough著）和1981年的电影《布鲁克林大桥》中，详细讲述了大桥的建设过程。电影内容主要来源于书籍，且书籍作者McCullough在电影中任旁白。BBC的实况戏剧系列《工业世界的七大奇迹》中，对此也有所描述。

### 啟用

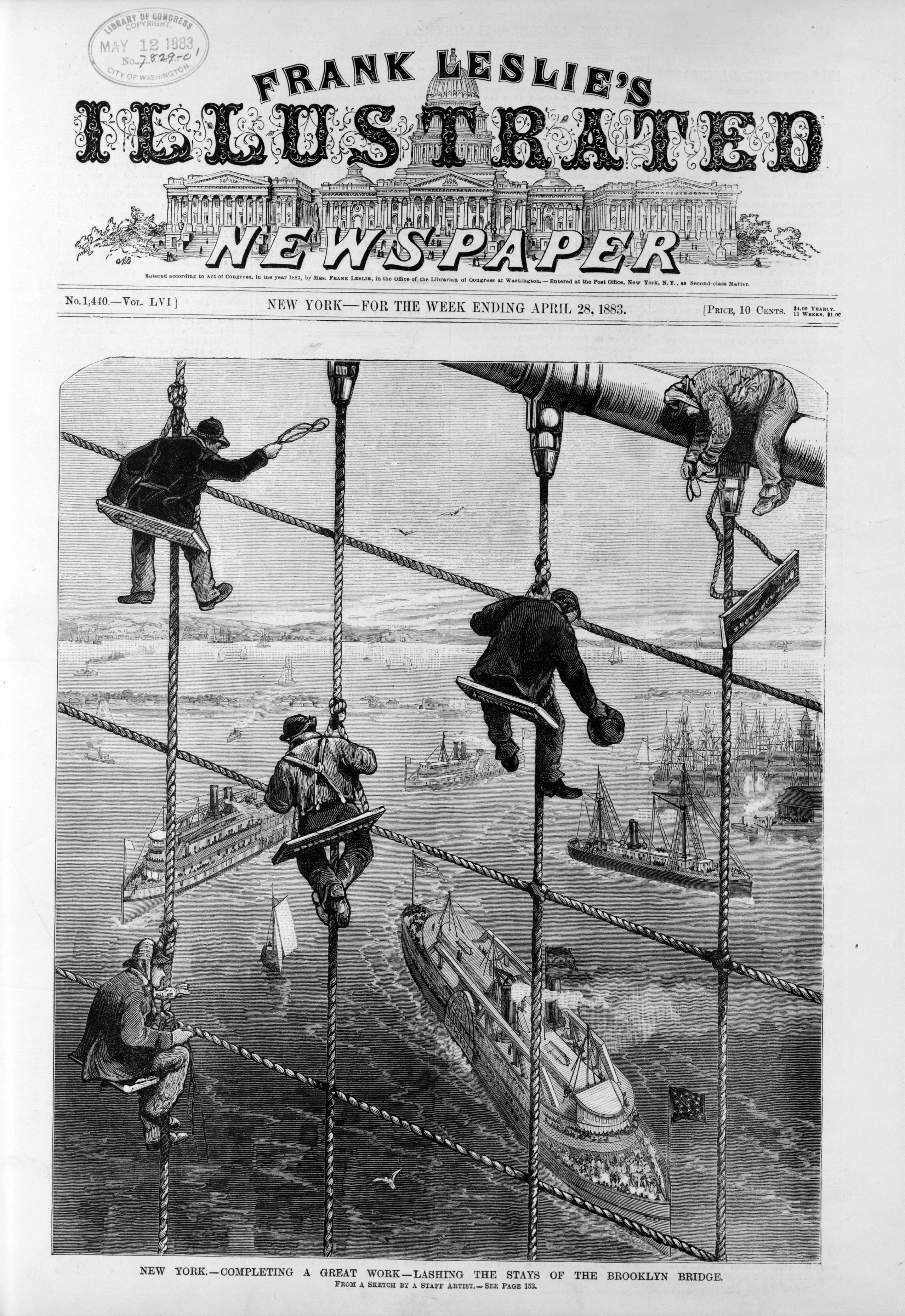
报纸头条宣布大桥通车

布鲁克林大桥于1883年5月24日通车。几千人参加了啟用典礼，许多船只也来到东湾。时任美国总统切斯特·艾伦·阿瑟及纽约市市长富兰克林·埃德森在礼炮声中走过大桥，在布鲁克林一侧的塔楼与布鲁克林市市长塞斯·洛会合。典礼后，总统阿瑟来到小罗布林家中，跟他会面并握手。小罗布林当时已无法参加典礼（事实上也极少再去工地），但在大桥开放当天，他在家中举行了庆祝晚宴。接下来还有乐队演奏、船只礼炮、烟火表演的庆祝活动。
布鲁克林大桥是当时曼哈顿和布鲁克林间唯一的陆上通道。当天，共有1,800辆车和150,300人穿过布鲁克林大桥。艾米莉·沃伦·罗布林是第一个走过大桥的人。1883年5月30日，也即大桥开放后的第六天，有流言说大桥即将倒塌，流言引致了一场踩踏事故，至少12人死亡。1884年5月17日，费尼尔斯·泰勒·巴纳姆带领大象金宝等21只大象，在布鲁克林大桥上游行检阅，由此打消了人们对于布鲁克林大桥稳固性的顾虑。
在当时和未来的几年中，布鲁克林大桥是世界上主跨最长的悬索桥，比此前任何一座悬索桥都要长50%，因此成为地标。自1980年代起，大桥上夜晚会有泛光照明，以突显建筑特色。大桥采用新哥特式建筑的风格，通道上方标志性的尖拱贯穿塔楼。大桥的漆彩是「布鲁克林大桥棕」和「银」，但有说法称最开始的漆彩是「罗林斯红」。
大桥建造时，桥梁建筑中的空气动力学还未得到发展。原先的塔科马海峡吊桥于1940年坍塌后，桥梁才陆续于1950年代开始进行风洞测试。所以，支撑桥面的桁架结构本身就不易出现空气动力学问题实属大幸。小罗布林设计的桥梁及桁架系统比他认为所需的稳固程度还要稳固六倍（小罗布林最初设定的工程余量是所需强度的三倍，但在施工期间于夜间视察工地时，发现有承包商试图将订购的高强度钢索运出，更换为同直径但较廉价的普通产品，以赚取差价。因此小罗布林在施工同期变更设计，将部分钢结构件的工程余量提高至六倍）。因此，在同时期的许多大桥纷纷消失在历史中并被替代的时候，布鲁克林大桥仍然安如磐石。
大橋建成初時，主要是供人們步行或騎馬渡過東河之用，後期加設了電車專用的路軌，到了1950年，大橋需要重修，加設六條供車輛用的行車線，而電車亦在重修時期暫停服務。

### 修缮
继2007年，明尼阿波利斯的I-35W密西西比河大桥坍塌后，公众开始注意美国各大桥的安全状况。据报导，布鲁克林大桥坡道的状况在检查中被评级为「差」。纽约交通部发言人表示，大桥当时的状况并不一定危险，但既然被评为差就要修缮。耗费5.08亿美元的坡道修缮工程于2010年动工，而整座大桥的修缮则于2011年春季开始，原本计划于2014年竣工，但后来延期至2015年4月。

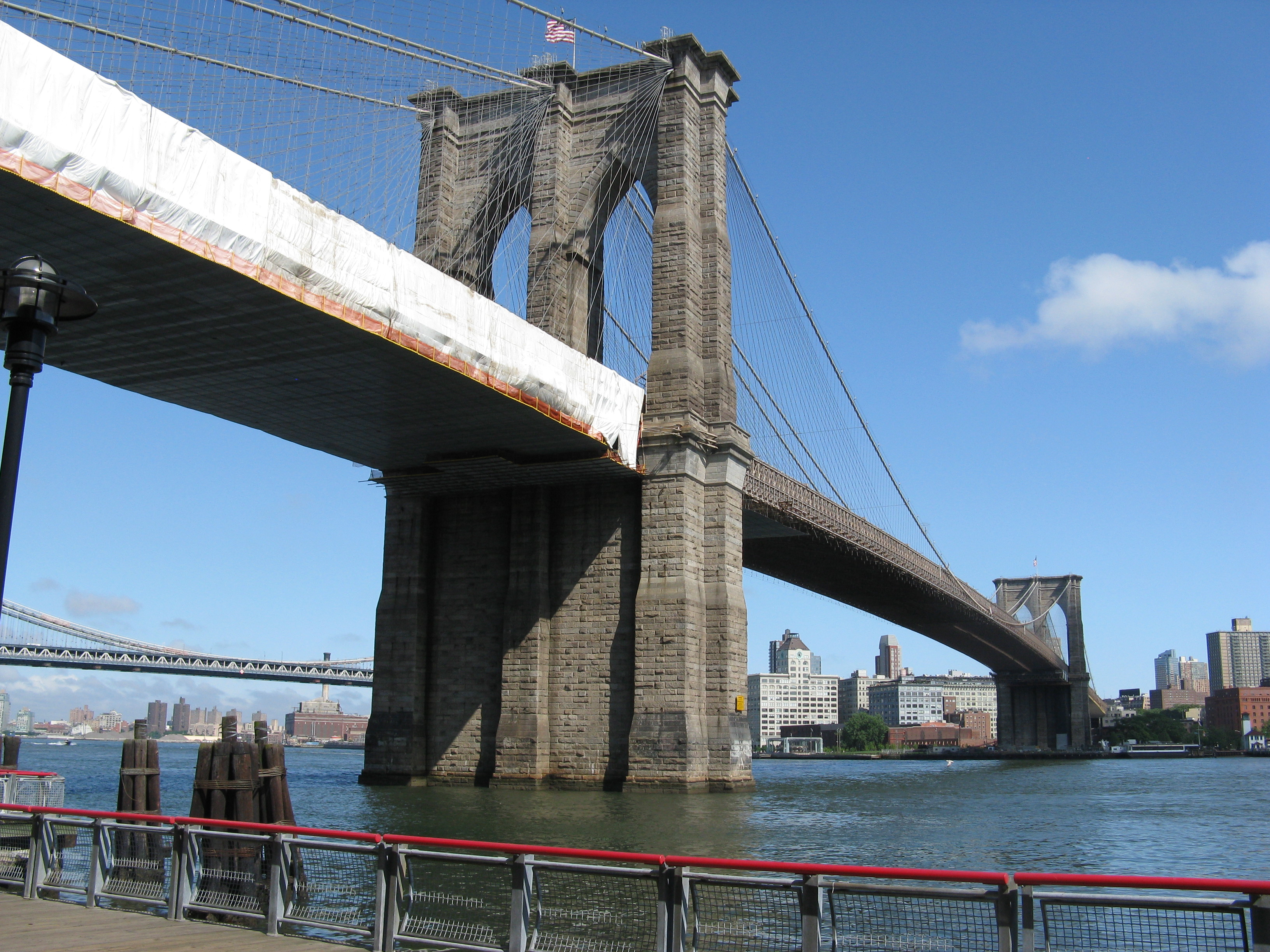
布鲁克林大桥重修中

修缮工程中，两条入口坡道从一条车道拓宽为两条车道，位于约克街上方278号州际公路东行方向的布鲁克林-皇后区高速公路段限高将会增加，生锈的栏杆和安全护栏会进行大规模更换，路面也将翻新。由于施工的缘故，道路封闭及绕道将持续四年。
2016年8月大桥修缮完成后，纽约市交通运输部宣布将花费7个月，耗资37万美元以研判大桥是否能支持上层自行车道和人行道的拓宽。2016年大桥平均每个工作日有1万名行人和3500辆自行车通过。2017年5月，布鲁克林一侧的行人入口已开始修缮。

### 重要事件

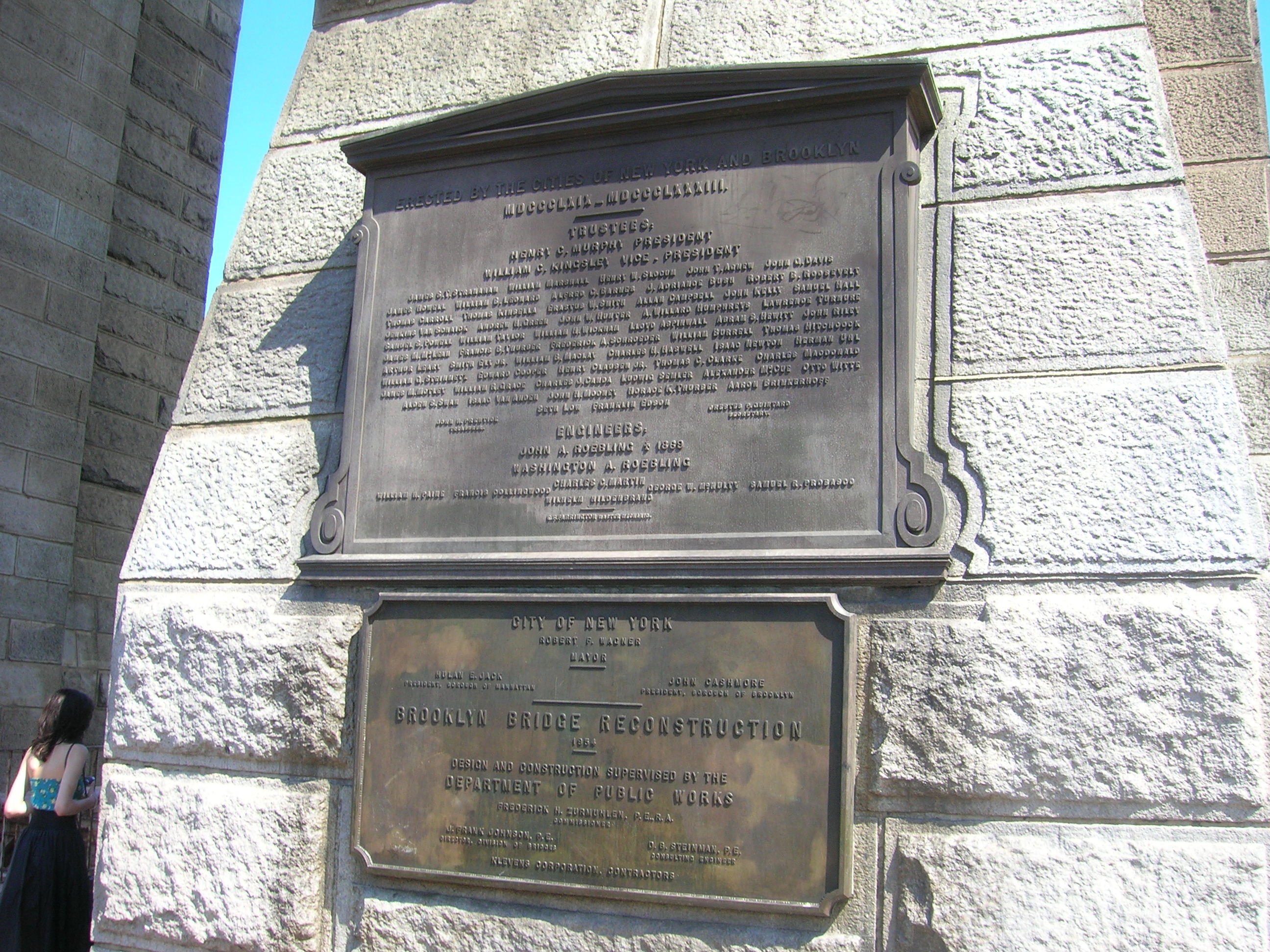
布鲁克林大桥曼哈顿一侧塔楼上的标牌

从塔楼俯瞰

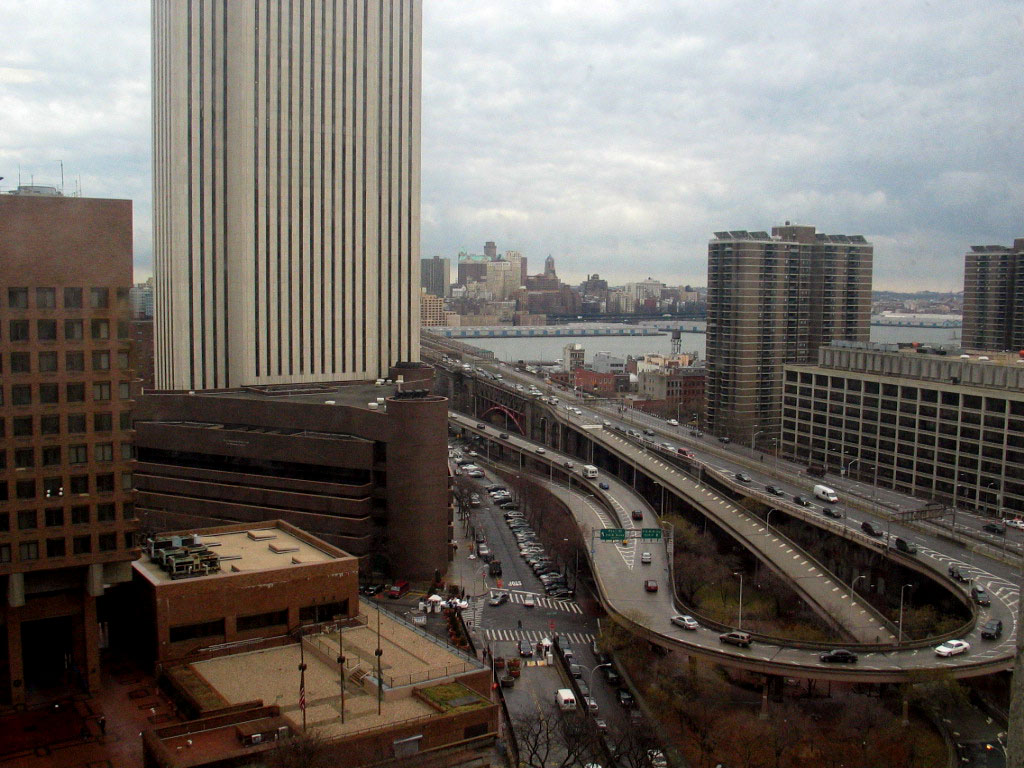
曼哈顿一侧坡道

- 1915年，纽约市政府正式将大桥命名为布鲁克林大桥[49]，这一名称最早在1867年一月读者致《布魯克林鷹報》的信中出现。[50]
- 1919年，特南特·佩西（英语：Giorgio Pessi）驾驶世界最大飞机之一卡普罗尼Ca.5（英语：Caproni Ca.5）从桥底飞过。[51]
- 1964年，自开通后就成为纽约市标志性建筑物的布鲁克林大桥成为美國國家歷史地標。[13][52][53]
- 1972年，大桥入选国际土木工程历史古迹。[16]
- 1983年5月24日，大桥建成一百周年，时任美国总统罗纳德·里根带领着一群游行车队驶过大桥。一群舰队也来到港口检阅，由古奇烟花公司（英语：Grucci Fireworks）燃放的烟火照亮了大桥上方的夜空。[54]布鲁克林博物馆展出了一些原先为大桥的建设所作的画作，其中有华盛顿·罗布林的亲手作品。Inc.杂志（英语：Inc. (magazine)）將媒体对百年纪念活动的报导称为「1983年的成功公关」。[55]
- 1993年6月，蒂埃里·德沃（英语：Thierry Devaux）在对大桥的金属结构进行了13次勘察后，在一个登山向导的帮助下于东河上方靠近布鲁克林一侧的桥墩的地方（非法）表演了八次蹦极。[56]
- 1994年3月1日（英语：1994 Brooklyn Bridge shooting），黎巴嫩籍移民拉希德·巴兹（Rashid Baz）在桥上朝载有恰巴德犹太教正统派运动成员的一辆面包车开火，射伤一位16岁学生阿里·哈伯斯塔姆（Ari Halberstam）及三位行人。[57]阿里·哈伯斯塔姆五天后因伤死去。拉希德·巴兹此举显然是在为1994年2月25日发生的易卜拉欣大惨案中被杀的29位穆斯林复仇。他最终以谋杀罪被判监141年（相当于无期徒刑）。此谋杀案原先歸因为路怒症，但美国司法部于2000年将其重新定性为恐怖袭击。大桥曼哈顿一侧的入口坡道则命名为「阿里·哈伯斯塔姆纪念坡道」以缅怀死者。[58]
- 2003年，美国国家安全局通过监听基地组织武装分子电话内容及审问，阻止了一场用喷灯割断大桥绳索的阴谋。这起事件中，卡车司机法里斯（英语：Iyman Faris）因向基地组织提供物质援助而被判监20年。[59]
- 2006年，城市务工人员在曼哈顿一侧的塔楼中发现冷战时期留下的地堡。地堡中还存留着为防苏联核打击准备的应急救援物资。[60]
- 2008年5月24日是布魯克林大橋建成125週年，在22日開始有一連五天的慶祝活動。[61]
- 2011年10月1日，占领华尔街行动中，超过700名示威者试图游行穿过大桥，遭到拘捕。[62]
- 2014年7月22日早间，有人发现桥上两座塔楼顶端的美国国旗换成漂白过的美国国旗。据信，作案的几个人当时遮住照亮旗帜的灯光，然后沿着悬索爬上了塔楼。此事件的动机尚未得到确认，但有迹象表明白旗是为了象征投降。[63][64][65]警方查看了监控录像并比对DNA，截至2014年8月1日，共确认了9名「嫌疑人」，而可能的动机则是大麻激进主义。[66]2014年8月12日，两名柏林艺术家米沙·莱因考夫（Mischa Leinkauf）和马蒂亚斯·韦姆克（Matthias Wermke）声称为此事及其引起的恐慌负责。两人称旗帜是为了庆祝「公共空间之美」以及纪念大桥的设计者约翰·罗布林（英语：John Augustus Roebling）。[67][68][69]
- 2025年5月17日，墨西哥海軍夸乌特莫克号风帆训练舰（英语：ARM Cuauhtémoc (BE01)）撞上橋，至少20人受傷。

历史上也有过几位著名的跳桥者。第一个从大桥上跳下的人是罗伯特·埃米特·奥德隆，他于1885年5月19日跳桥，是女权积极分子夏洛特·奥德隆·史密斯的兄弟。他撞向水面后不久便因内伤而死。史蒂夫·布罗迪则是最有名的跳桥者，或说是自称的跳桥者（1886年）。漫画家奧托·埃佩爾斯1910年跳桥但得以生还，后因自杀未遂受审并无罪释放。

## 取景
布魯克林大橋常做為電影取景地，如：《布鲁克林奇遇》、（但其海报上经典场景则实为取自）、《被俘的女人》、《第五元素》、《余震：纽约大地震》、《人类消失后的世界》、《生人回避2》、《周末夜狂热》、《秋天的童話》、等等。

## 外部連結
- Brooklyn Bridge （页面存档备份，存于） – New York City Department of Transportation
- Structurae数据库中Brooklyn Bridge的数据
- Historic American Engineering Record (HAER) No. NY-18, "Brooklyn Bridge", 77 photos, 8 color transparencies, 1 measured drawing, 8 data pages, 9 photo caption pages
- Brooklyn Bridge （页面存档备份，存于） at Historical Marker Database
- 布魯克林大橋在《紐約時報》上的節選新聞及評論